# Preben Elkjær Larsen
Preben Elkjær Larsen (Koppenhága, 1957. szeptember 11. –) dán válogatott középcsatár.

## Sikerei, díjai
1. FC Köln
- bajnok (1)
  - 1978
- kupagyőztes (1)
  - 1978

 Hellas Verona
- bajnok (1)
  - 1985

 Dánia
- Európa-bajnoki bronzérmes
  - 1984

## Egyéni elismerések
- Az Év Játékosa Dániában: 1984

## Fordítás
- Ez a szócikk részben vagy egészben  a   Preben Elkjær Larsen című angol Wikipédia-szócikk fordításán alapul.  Az eredeti cikk szerkesztőit annak laptörténete sorolja fel. Ez a jelzés csupán a megfogalmazás eredetét és a szerzői jogokat jelzi, nem szolgál a cikkben szereplő információk forrásmegjelöléseként.